# 비버리 힐빌리즈
《비버리 힐빌리즈》(영어: The Beverly Hillbillies 더 베벌리 힐빌리스[*])는 CBS에서 1962년부터 1971년까지 방영한 미국의 시트콤 텔레비전 시리즈이다. 버디 엡슨 등이 출연하였고, 폴 헤닝 등이 제작에 참여하였다. 이 시트콤에서 구사하는 유머의 핵심은 문화 차이에 따른 오해와 이중어구(double entendre)이다. 주디라는 이름의 침팬지(Judy the Chimpanzee)가 고정 출연한 것으로 유명하다.
1993년에 동명 영화가 개봉하였다.

## 개요
아내를 여의고 딸 엘리 메이, 장모 "그래니"와 미주리주 오자크 고원 실버 달러 시티에 위치한 늪지대에서 살던 가난한 촌뜨기(hillbilly) 제드는 어느 날 부지에서 석유를 발견한다. OK 오일 컴퍼니 석유 회사가 수백만 달러를 주고 시추권을 사면서 제드는 하루 아침에 부자가 된다.
사촌 펄은 제드를 부추겨 캘리포니아 베벌리힐스 부촌 저택으로 이사하게 만들고 아들 제스로를 떠맡긴다. 투박하고 단순한 한편 도덕심을 따르는 제드네는 부유한 환경에 익숙하고 피상에 집착하는 이웃 주민들과 대비된다. 제드네는 주기적으로 도시인들에게 모욕을 당했다고 주장하는 그래니 때문에 산골로 되돌아가려고 시도하곤 한다. 옆집 은행가 밀번이 제드네 돈을 은행에 묶어두려고 애쓰는 와중에 밀번의 아내 마거릿은 이들 촌뜨기들을 동네에서 쫓아낼 궁리를 한다.

## 출연진
메인
- 버디 엡슨
- 아이린 라이언
- 도나 더글러스
- 레이먼드 베일리
- 낸시 컬프

리커링
- 맥스 베어 주니어
- 에드거 뷰캐넌
- 프랭크 케이디
- 프레드 클라크
- 셔그 피셔
- 캐슬린 프리먼
- 밀턴 프롬
- 조이 랜싱
- 윌리엄 밈스
- 루이 나이
- 래리 퍼넬
- 로이 로버츠
- 필 실버스 (1967-70)
- 샤론 테이트 (1963-65)
- 피터 휘트니
- 프랭크 윌콕스
- 폴 윈첼

## 기타 제작진
- 배역: 커윈 코글린, 빌 틴즈먼
- 미술: 하워드 캠벨, 월터 매키건